# Кикапу
Кикапуи су алгонквински народ, који потиче из области Великих језера, а данас је насељен на југозападу САД и у суседним деловима Мексика. У САД су савезно призната три данашња кикапујска племена, то су „Индијанско Племе Кикапу из Резервата Кикапу у Канзасу”, „Племе Кикапу из Оклахоме” и „Традиционално Племе Кикапу Тексаса”. Канзашки Кикапуи потичу од Кикапуа из јужног Мисурија, који су 1832. пресељени из тамошњег резервата у оквиру споразума о размени земљишта. Ова три племена имају око 3.000 регистрованих чланова. 
У Мексику постоје три кикапујска племена од којих је највеће насељено у општини Мускиз у држави Коавила. Мања племена постоје у државама Сонора и Дуранго.

## Име и етимологија
Према неким изворима, значење речи „Кикапу” је „стоји ту и тамо”, што вероватно има везе са номадским начином живота Кикапуа. Друго могуће значење имена је „луталица”. 

## Историја

### Пре 19. века
Кикапуи говоре језиком који припада алгонквинској породици језика. У време првог сусрета са Европљанима, почетком 17. века, насељавали су велику област око доњег тока реке Вобаш, у области модерног Тере Хоута, где су се и развили као посебан народ. Били су део Вобашке конфедерације, којој су припадали и Мајами (укљ. племена Пјанкашо и Веа) и Маскутени. Кикапујско племе Мехау је крајем 17. и почетком 18. века насељавало област око река Горња Ајова у данашњој североисточној Ајови и Рут Ривер у југоисточној Минесоти. Име овог племена вероватно потиче од имена клана „Мехау”, које потиче од илиноишке речи за вука.
До првог сусрета Европљана са Кикапуима дошло је крајем 17. века током експедиције Робера де ла Сала у држави Илиноис. Француски колонисти су успоставили трговинске постаје за трговину крзном широм Северне Америке, укључујући и реку Вобаш. Обично су их оснивали у индијанским селима или близу њих. Једно од села које су Французи основали је и Тере Хоут. Британци су победили Французе у Седмогодишњем рату и након 1763. преузели номиналну власт над бившом француском територијом источно од реке Мисисипи, па су се и Кикапуи нашли под влашћу Енглеза. Енглези су затим повећали обим трговине крзном са Кикапуима.

### 19. век
Сједињене Америчке Државе су, након стицања независности од Краљевства Велике Британије, добиле територију источно од реке Мисисипи и северно од реке Охајо. Почевши од раног 19. века, због досељавања великог броја англоамеричких досељеника у ову области из првих 13 америчких држава са источне обале, Кикапуи су се нашли под притиском да продају своју земљу савезним властима. Они су склопили неколико споразума са америчком владом о продаји делова своје земље, а неки од њих су Споразум из Винсенса, Споразум из Граусленда и Споразум из Форт Вејна. Временом су продали већину своје земље Сједињеним Државама и преселили се на север на земљу мајамског племена Веа.
Крајем 1811. избио је Текамсијев рат између домородачких народа и Сједињених Америчких Држава. Староседеоци су се надали да ће протерати америчке досељенике са своје земље. Кикапуи су били међу најближим савезницима вође Шонија Текамсија, а многи кикапујски ратници су учествовали у бици код Типиканоа и касније у рату из 1812. на страни Британаца.
Споразумом из Едвардсвила из 1819. године Кикапуи су уступили сву своју земљу у Илиноису, која је обухватала скоро половину територије државе, у замену за мањи појас земље на реци Осејџи у Мисурију и робу вредну 3.000 долара. Кикапуи нису били задовољни овим споразумом и нису желели да се селе у Мисури, зато што је нова земља коју су према споразуму добили у Мисурију била кршевита и брдовита, али и зато што су је већ насељавали Осејџи, који су били њихови стари непријатељи, па се само мали део њих тамо преселио. Да би избегла сеобу у Мисури, половина кикапујског становништва се одселила на југ, и прешла на шпанску страну Црвене реке у данашњи Тексас. Америчка влада је покушала да спречи ову сеобу и присили их да се преселе у Мисури, али безуспешно. Део Кикапуа је остао у Илиноису под вођством Кенекука, истакнутог, ненасилног духовног вође, све до присилне сеобе 1830-их на њихове данашње племенске земље у Канзасу. Пророк Кенекук је предводио своје следбенике током ове сеобе, а неколико године након ње, умро је у Канзасу од малих богиња 1852. године. Кикапуи из Мисурија су, накнадно, такође пресељени у Канзас.
Завршетак рата из 1812. довео је до промене савезне политике према Индијанцима у Индијани. Америчке вође су почеле да се залажу за пресељење староседелаца западно од реке Мисисипи, да би на земљу „откупљену” од њих населиле англоамеричке досељенике. Кикапуи су била међу првим домороцима који су напустили Индијану у оквиру овог програма. Прихватили су земљу у Канзасу и годишње субвенције у замену за напуштање државе.

## Језик
Кикапујски је дијалекат месквачко–сачко–кикапујског језика коме припадају и са(у)чки и месквачки дијалекат. Овај језик припада средњоалгонквинској грани алгонквинских језика, а један од најближих сродника му је мајамско-илинојски језик.
„Школа Кикапујске Нације” у канзашком граду Хортону је 1985. започела програм учења кикапујског у нижим разредима основне школе (до 6. разреда) како би подстакла употребу кикапујског језика.
Филм „Једини добри Индијанац” (енгл. The Only Good Indian), режисера Грега Вилмота, снимљен је на кикапујском и енглеском језику. У филму глуме Вес Студи и Винтер Фокс Френк. Радња филма смештена је у прву деценију 20. века, и прати живот кикапујског дечака који је одвојен од своје породице и послат у интернат за Индијанце. У интернату су деца присиљена да уче енглески језик и прихвате англоамеричку културу и начин живота, док им је употреба кикапујског забрањена.

## Племена и резервати
У Америци су данас савезно призната три кикапујска племена, која се налазе у три америчке државе Канзас, Тексас и Оклахома. Мексички Кикапуи су блиско повезани са Кикапуима из Тексаса и Оклахоме. Тексашки и Мексички Кикапуи представљају један већи кикапујски огранак, који се зове Кикапуи Коавиле/Тексаса.

### Кикапујски индијански резерват Канзаса
Пророк Кенекук је живео на Кикапујском индијанском резервату у Канзасу, он је био познат као оштроумни вођа који је омогућио свом племену да задржи резерват. Кенекук је одржавао ред у племену, и фокусирао се на очување идентитета кикапујског народа, који је био угрожен због сталних сеоба и утицаја Англоамериканаца.
Кенекук је био под утицајем индијанског верског препорода 1820-их и 1830-их, али и протестантизма и католицизма. Кенекук је убеђивао своје саплеменике и белу публику да се повинују Божјим заповестима, јер су грешници били проклети на вечне муке у паклу. Након сеобе Кикапуа у Канзас, они су се првобитно одупирали примању протестантизма и католичанства и више су се фокусирали на практичне животне проблеме, као што је обезбеђивање довољно хране за исхрану становништва.
Кикапујски индијански резерват Канзаса се налази на следећим координатама 39° 40′ 51″ N 95° 36′ 41″ W / 39.68083° С; 95.61139° З, у североисточном делу државе, на делу територије три округа: Браун, Џексон, и Ачисон. Површина резервата је 612,20 km², а број резидентног становништва је 4.419 према попису из 2000. Највеће насељено место на резервату је град Хортон. Остала насеља су: Маскота, Нетавака, Пауатан, Вајтинг и Вилис.

### Кикапујски индијански резерват Тексаса
Кикапујски индијански резерват Тексаса се налази, на следећим координатама 28° 36′ 37″ N 100° 26′ 19″ W / 28.61028° С; 100.43861° З, на западу државе, у округу Маверик, на реци Рио Гранде, на америчко мексичкој граници, јужно од града Сиудад Акуња, и део је насеља Росита. Површина резервата је 0,48 km², а према попису из 2000. број становника је 420. Тексашка Индијанска Комисија је званично признала племе 1977.
Остали Кикапуи који живе у округу Маверик чине јужнотексашку подгрупу „Племена Кикапу Оклахоме”. Ово потплеме (дружина, банда) има у власништву 371,42 km² нерезерватске земље у округу Маверик, она се највећим делом налази северно од Иг'л Паса. У том граду се налази канцеларија овог потплемена.

### Кикапујско племе Оклахоме
Након што су протерани из Републике Тексас, многи Кикапуи су се одселили у Мексико, али су се становници два села населили на Индијанској територији. Једно село је пресељено на територију народа Чикасо, а друго на територију народа Маскоги Крик. Ови Кикапуи су добили сопствени резерват 1883. и признати су под именом „Племе Кикапу из Оклахоме”.
Резерват је био кратког века. Према Дозовом закону, њихова заједничка племенска земља је 1893. испарцелисана, а парцеле су подељене појединачним домаћинствима, то јест главама породица. Племенска влада је укинута Куртисовим законом из 1898. године, који је подстицао асимилацију Индијанаца и њихово прихватање англоамеричке културе.
Савезне и државне власти су 1930-их подстицале индијанска племена да обнове своје владе. Па су се и Кикапуи из Оклахоме 1936. године, према Закону о благостању Индијанаца Оклахоме, формално организовали као „Племе Кикапу из Оклахоме”.
Данас је седиште Племена Кикапу из Оклахоме у граду Меклауду. Јурисдикција њиховог племенског подручја обухвата округе Оклахома, Потавотоми, и Линколн. Број уписаних чланова племена је 2.719.